# Thecla dryope
Thecla dryope är en fjärilsart som beskrevs av Edwards 1870. Thecla dryope ingår i släktet Thecla och familjen juvelvingar. Inga underarter finns listade i Catalogue of Life.